# Castell de Palaldà

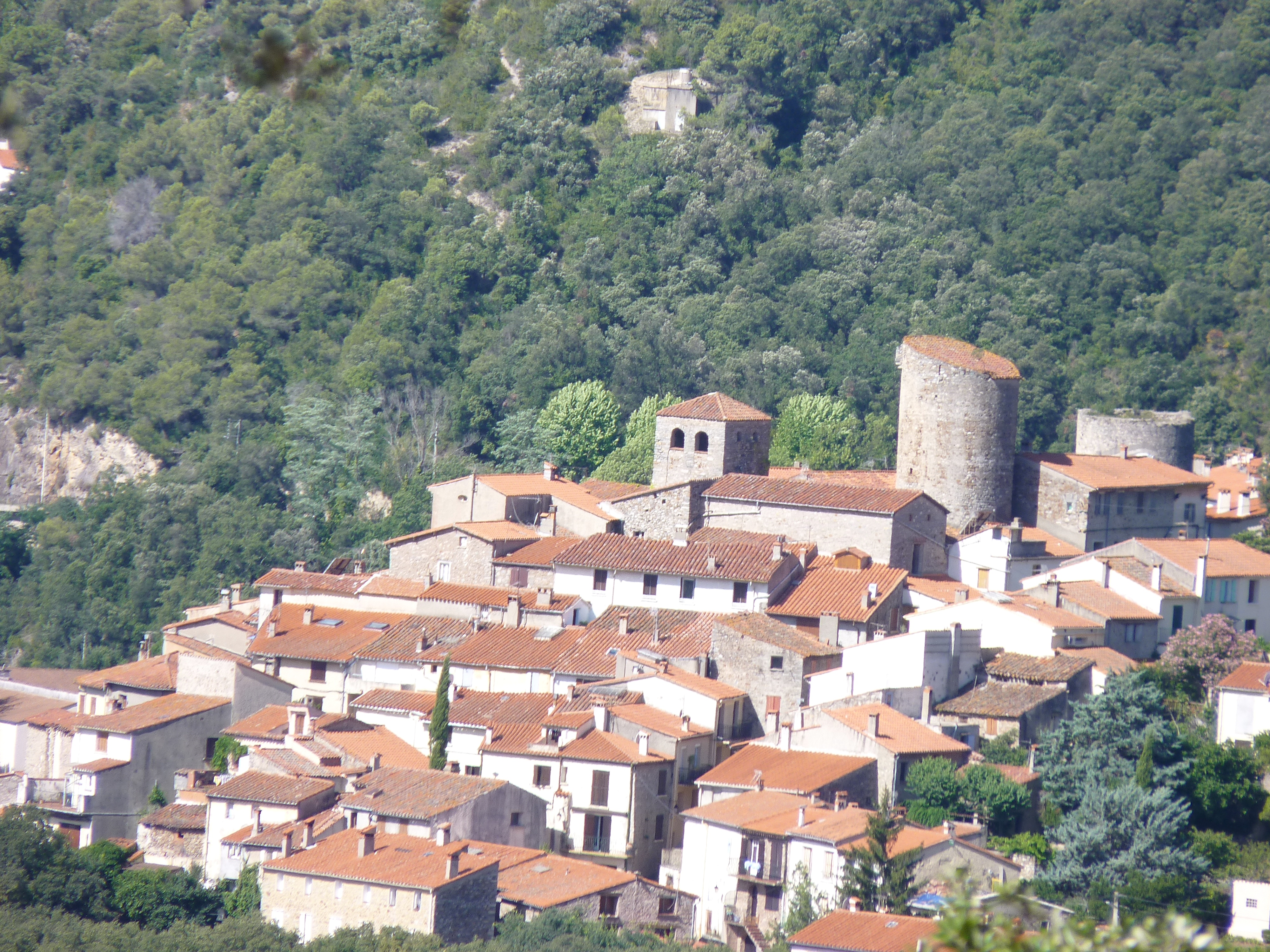
El castell, al capdamunt del poble

El Castell de Palaldà fou el castell medieval d'estil romànic del poble de Palaldà, del terme comunal dels Banys d'Arles i Palaldà, a la comarca del Vallespir, Catalunya del Nord.
Està situat en el punt més elevat del poble de Palaldà, rere i al nord de l'església de Sant Martí.

## La Senyoria de Palaldà
Palaldà és esmentat des del 820, en un precepte de Lluís el Pietós que ratifica els límits de Ceret, i un dels límits esmentats -el de ponent- és villa Paladdanum. L'abadia de Santa Maria d'Arles hi tenia possessions importants, i és freqüent el seu esment en documents diversos, sobretot els que fan referència a possessions. El 1087 es documenta un cavaller anomenat Guillem Ramon de Palaldà, membre d'un llinatge de cavallers d'aquest lloc. El castell, pròpiament, no està documentat fins al segle xiii, lligat als Serrallonga. A partir d'aquest moment, Palaldà apareix lligat a aquesta família, que entrà en conflicte amb el Vescomtat de Castellnou pel domini dels castells del Vallespir de la zona d'Arles.
Dels Serrallonga passà als Rocabertí pel casament de l'hereva dels Serrallonga, Beatriu, el 1312, amb el vescomte Dalmau IV de Rocabertí. Els Rocabertí de Cabrenys es mantingueren en el senyoriu fins al 1589, quan morí Francesc de Rocabertí; el 1599, la seva vídua, Elionor de Peguera, decidí entrar en la vida monàstica, i cedí Palaldà al seu germà Bernat de Peguera. La filla d'aquest darrer, Eulàlia de Peguera, es casava el 1617 amb Felip de Sorribes, i dues generacions després, l'any 1693, Josepa de Sorribes es casava amb Francesc de Ros, qui, d'aquesta manera, heretava no només la senyoria de Palaldà, sinó també la baronia de Cabrenys. Els de Ros mantingueren aquests títols fins a la Revolució Francesa, quan el darrer titular, Abdó-Senén de Ros, emigrà el 1792 i hi perdé tots els drets.

## L'edifici
Romanen del vell castell dues torres cilíndriques, així com alguns fragments de les muralles. Les torres són a tocar de l'església de Sant Martí de Palaldà, que fou inicialment la capella del castell. La torre de ran de la Plaça de l'Església, al seu costat nord-oest, està construïda damunt de la roca viva, i presenta una base atalussada; és de grans dimensions, i arriba a una alçada de 10 metres, tot i que la part superior va ser afectada per obres posteriors. Està afegida a l'antiga Casa de la Vila de Palaldà, conserva alguns panys de muralla annexos, de fins a 4 metres d'alçada.
Al nord de l'església hi ha la segona torre, que queda mig tapada per les construccions que s'hi bastiren modernament, en desaparèixer la resta del castell. Aquesta arriba als 12 metres d'alçada. Sens dubte les restes conservades del Castell de Palaldà es remunten al segle xiii, quan apareix la primera documentació del castell. Amagades per les construccions que ocupen aquest espai queden sens dubte més restes del castell, no visibles ara per ara.